# Shelley Conn
Shelley Conn (ur. 21 września 1976 w Londynie) – brytyjska aktorka filmowa i telewizyjna.

## Filmografia

### Filmy
- 2000: Maybe Baby jako Pielęgniarka
- 2002: Opętanie jako Candi
- 2007: Love Story jako Sara
- 2010: Skąd wiesz? jako Terry

### Seriale
- 2002–2003: Na sygnale jako Daljit Ramanee
- 2007: Party Animals jako Ashika Chandirimani
- 2008–2010: Kochanki jako Jessica
- 2011: Terra Nova jako dr Elisabeth Shannon
- 2014: The Lottery jako Gabrielle
- 2016: Heartbeat jako Millicent Silvano
- 2017–2020: Kłamstwa jako Vanessa Harmon
- 2019: The Rook jako Danielle Wulff
- 2022: Bridgertonowie jako lady Mary Sharma
- 2023: Pokolenie V jako Indira Shetty